# پیلیکسدورف
پیلیکسدورف (به آلمانی: Pillichsdorf) یک منطقهٔ مسکونی در اتریش است که در ناحیه میستلباخ واقع شده‌است. پیلیکسدورف ۱٬۱۱۹ نفر جمعیت دارد.